# اوتام كومار
ولد في 1926 و توفي 1980 عن 53 عاما.هو ممثل و منتج و مخرج و كوميديان و مخرج موسيقي و مغني عمل في 202 فيلم كممثل

## جوائزه
أفضل ممثل الفيلم الوطني1968
أفضل فيلم الفيلم الوطني1963
أفضل فيلم بنغالي الفيلم الوطني1961
أفضل ممثل فيلم بنغال1955-1961-1966-1967 1971-1974-1976
أفضل ممثل المعهد الهندي1973
رشح أفضل ممثل فلم فير1975
الوسام الأول البنغالي1975
أفضل ممثل الهند1977

## وصلات خارجية
- اوتام كومار على موقع IMDb (الإنجليزية)
- اوتام كومار على موقع روتن توميتوز (الإنجليزية)
- اوتام كومار على موقع ألو سيني (الفرنسية)
- اوتام كومار على موقع أول موفي (الإنجليزية)
- اوتام كومار على موقع قاعدة بيانات الفيلم (الإنجليزية)
- اوتام كومار على موقع كينوبويسك (الروسية)